# Condado de Walker (Alabama)
El condado de Walker es un condado de Alabama, Estados Unidos. Tiene una superficie de 2085 km² y una población de 70 713 habitantes (según el censo de 2000). La sede de condado es Jasper.

## Historia
El Condado de Walker se fundó el 26 de diciembre de 1823.

## Geografía
Según la Oficina del Censo de los Estados Unidos el condado tiene un área total de 2085 km², de los cuales 2057 km² son de tierra y 28 km² de agua (1,34%).

### Principales autopistas
- U.S. Highway 78
- State Route 5
- State Route 13
- State Route 18
- State Route 69
- State Route 102
- State Route 118
- State Route 124
- State Route 195

### Condados adyacentes
- Condado de Winston (norte)
- Condado de Cullman (noreste)
- Condado de Blount (este)
- Condado de Jefferson (sureste)
- Condado de Tuscaloosa (suroeste)
- Condado de Fayette (oeste)
- Condado de Marion (noroeste)

### Ciudades y pueblos
- Carbon Hill
- Cordova
- Curry
- Dora
- Eldridge
- Jasper
- Kansas
- Nauvoo (parcialmente - Parte de Nauvoo se encuentra en el Condado de Winston)
- Oakman
- Parrish
- Sipsey
- Sumiton

## Demografía
| Población histórica Año Población ±% 1900 25 162 — 1910 37 013 +47.1 % 1920 50 593 +36.7 % 1930 59 445 +17.5 % 1940 64 201 +8.0 % 1950 63 769 −0.7 % 1960 54 211 −15.0 % 1970 56 246 +3.8 % 1980 68 660 +22.1 % 1990 67 670 −1.4 % 2000 70 713 +4.5 % |           |         |
| Población histórica |           |         |
| Año | Población | ±%      |
| 1900 | 25 162    | —       |
| 1910 | 37 013    | +47.1 % |
| 1920 | 50 593    | +36.7 % |
| 1930 | 59 445    | +17.5 % |
| 1940 | 64 201    | +8.0 %  |
| 1950 | 63 769    | −0.7 %  |
| 1960 | 54 211    | −15.0 % |
| 1970 | 56 246    | +3.8 %  |
| 1980 | 68 660    | +22.1 % |
| 1990 | 67 670    | −1.4 %  |
| 2000 | 70 713    | +4.5 %  |